# Herald (hop)
Herald is een hopvariëteit, gebruikt voor het brouwen van bier.
Deze hopvariëteit is een “bitterhop”, bij het bierbrouwen voornamelijk gebruik voor zijn bittereigenschappen. Deze Engelse variëteit werd ontwikkeld in Wye College als een bitterhop met een beter aromaprofiel dan Target. Deze zuster van Pioneer heeft een mooi aroma en werd al snel door heel wat Engelse Craft Beer brouwers gebruikt.

## Kenmerken
- Alfazuur: 9 – 13%
- Bètazuur: 4,8 – 5,5%
- Eigenschappen: sterke bitterheid en aroma van citrus en pompelmoes